# Мороз Олексій Захарович
Мороз Олексій Захарович — радянський і український кінорежисер, актор, сценарист.

## З життєпису
Народ. 18 листопада 1946 р. в Києві в родині літературознавця Мороза Захара Петровича. Закінчив Київський державний інститут театрального мистецтва ім. І. Карпенка-Карого (1970, курс О. Денисенка).
Поставив на Київській кіностудії ім. О. П. Довженка фільми: «Р. В. С.» (1977), «Ти тільки не плач» (1979), «Чоловіки є чоловіки» (1985, сценарист).
Знявся в декількох епізодичних ролях.